# 东昌路
东昌路，元朝时设置的路。
至元十三年（1276年），以博州路改，治所在聊城县（即今山东聊城市），属中书省。辖境相当今山东省聊城、茌平、莘等市县地。明朝洪武初年，改为东昌府。 